# Srŏk Tbêng Méanchey
Srŏk Tbêng Méanchey är ett distrikt i Kambodja.   Det ligger i provinsen Preah Vihear, i den centrala delen av landet, 250 km norr om huvudstaden Phnom Penh. Antalet invånare är 21 580.